# Joost Posthuma
Joost Posthuma (Hengelo, 8 de març del 1981) és un ciclista neerlandès, ja retirat, que fou professional del 2004 al 2012.
Tot i que ha guanyat curses en línia, la seva especialitat són les contrarellotges individuals, una habilitat que li ha permès endur-se també les generals de curses com els Tres Dies de La Panne o la Volta a Andalusia.

## Palmarès
- 2003
  - 1r a l'Olympia's Tour
  - 1r a la Thüringen-Rundfahrt
  - Vencedor d'una etapa del Tour de Normandia
- 2004
  - 1r al Circuit des Mines i vencedor d'una etapa
- 2005
  - 1r al Gran Premi Jef Scherens
  - Vencedor d'una etapa de la París-Niça
- 2007
  - 1r al Sachsen-Tour i vencedor d'una etapa
- 2008
  - 1r al Tres dies de La Panne i vencedor d'una etapa
  - 1r a la Volta a Luxemburg
- 2009
  - 1r a la Volta a Andalusia
- 2010
  - Vencedor d'una etapa de la Volta a Àustria

### Resultats al Tour de França
- 2005. 83è de la classificació general
- 2006. 85è de la classificació general
- 2008. 69è de la classificació general
- 2009. 73è de la classificació general
- 2011. 108è de la classificació general

### Resultats a la Volta a Espanya
- 2004. 92è de la classificació general
- 2007. 55è de la classificació general